# Louis Deshayes (diplomate)
Pour les articles homonymes, voir Louis Deshayes et Deshayes.
Louis Deshayes, baron de Courmemin, né vers 1600 et mort le 12 octobre 1632, est un diplomate français.

## Biographie
Conseiller et maître de l'hôtel de Louis XIII, il fut chargé par celui-ci de plusieurs missions dans le Levant, en Danemark, en Perse et en Moscovie.
Étant entré dans une conspiration contre le cardinal Richelieu, il fut arrêté sous les ordres de son rival dans sa carrière, Hercule de Charnacé, à Mayence et décapité à Béziers en 1632.

## Œuvres
On lui doit : 
- Voyage du Levant, fait par le commandement du roi en 1621, Paris, 1624. Ouvrage numérisé.
- Voyage de M. Des Hayes, baron de Courmesvin en Danemark, Paris, Jean Promé, 1664 (publication partielle du récit du voyage de Deshayes en Moscovie, par le Danemark, par son secrétaire Brisacier.)